# Bisdom Torreón
Het bisdom Torreón (Latijn: Dioecesis Torreonensis) is een rooms-katholiek bisdom met als zetel Torreón, in Mexico. Het bisdom is suffragaan aan het aartsbisdom Durango. 

## Geschiedenis
Het bisdom werd opgericht op 19 juni 1957, uit delen van het bisdom Saltillo.

## Parochies
Het bisdom had in 2020 een oppervlakte van 22.471 km2 en telde 917.687 inwoners waarvan 80,0% rooms-katholiek was.

## Bisschoppen
- Fernando Romo Gutiérrez (13 januari 1958 - 27 juni 1990)
- Luis Morales Reyes (27 juni 1990 - 20 januari 1999; coadjutor sinds 19 februari 1985)
- José Guadalupe Galván Galindo (12 oktober 2000 - 9 september 2017)
- Luis Martín Barraza Beltrán (9 september 2017 - heden)

Durango (aartsbisdom) · El Salto (territoriale prelatuur) · Gómez Palacio · Mazatlán · Torreón